# 三菱重工业

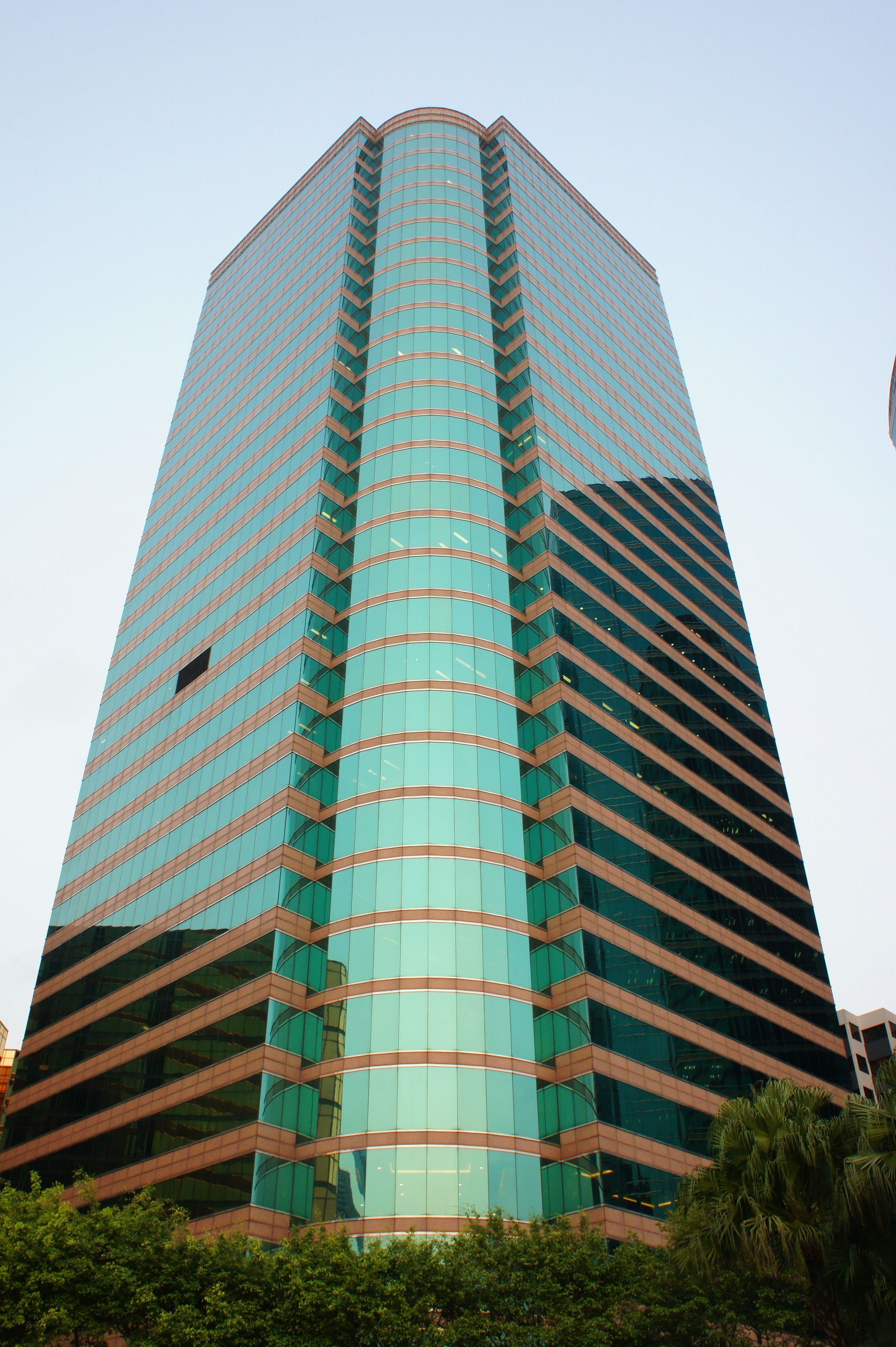
三菱重工业（香港）辦事處位於香港九龍尖沙咀港威大廈第2座

三菱重工業株式會社（日语：／ Mitsubishi Jūkōgyō Kabushiki-kaisha；簡稱三菱重工、MHI）是日本綜合機械製造商，也是日本最大的國防工業承包商，為三菱集團的旗艦企業之一。其業務範圍相當廣泛，涵蓋交通運輸、船舶、航空、航天、鐵路車輛、武器、軍事裝備、電動馬達、發動機、能源、空調設備等各種類型機械機器設備之生產製造。

## 大事記

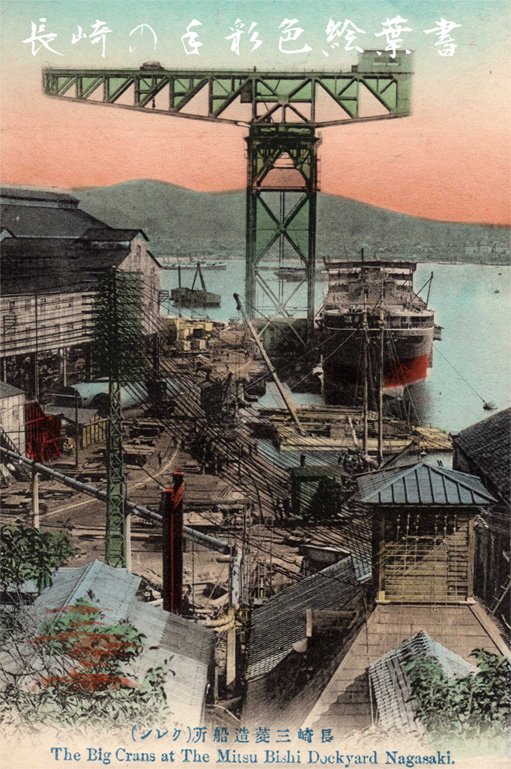
長崎三菱造船所舊景明信片

- 1884年：三菱财阀创始人岩崎弥太郎向工部省租借长崎造船局（位於今長崎市），改名為「長崎造船所（日语：三菱重工業長崎造船所）」。此為三菱重工創業的起點。
- 1885年：三菱财阀第二代掌门人岩崎彌之助成立「三菱合資會社」，并以长崎造船所做為三菱合資會社的核心企业。
- 1887年：三菱合資會社收購长崎造船所全部設備。
- 1893年：长崎造船所改名為「三菱造船所」，隸屬於三菱合資會社。
- 1917年：三菱造船所改名為三菱造船长崎造船所。
- 1921年10月：三菱造船神戶造船所的「電機製作所」獨立成三菱电机株式會社。
- 在第二次世界大战期间，三菱制造了大量的飞机，其中包括参加了珍珠港事件的零式战斗机。當時跟其他日本公司一样，三菱在那段时间里也使用了大量的苦役。 （页面存档备份，存于）
- 1934年：三菱造船與三菱航空機合併更名为三菱重工业株式會社，三菱造船長崎造船所更名为三菱重工業長崎造船所。
- 1950年：三菱重工业被劃分成西日本重工业株式會社、中日本重工业株式會社、東日本重工业株式會社。
- 1952年：上述三家企业分别更名为三菱造船株式會社、新三菱重工业株式會社和三菱日本重工业株式會社。
- 1964年：三家公司合并重新成立三菱重工业株式會社。
- 1970年：三菱自動車工業株式會社从三菱重工分离。
- 1995年：三菱原子力株式會社并入三菱重工。
- 2018年：购入欧安诺集团5 %的股份[1]。
- 2019年6月26日：龐巴迪公司以5.5億美元現金出售支線客機業務龐巴迪CRJ給三菱重工，與此同時，三菱重工還會承擔該業務項目約2億美元的負債。自此，龐巴迪則退出商業航空領域，三菱重工則會獲得CRJ飛機項目的維修、支持、翻新、營銷和銷售業務，還有相關的服務和支持網絡及適航認證。
- 2019年10月1日西門子公司出售旗下子公司普銳特冶金技術51%股份給三菱重工，收購完成后，三菱重工將全資持有普銳特冶金技術。
- 2021年3月，收购三井E&S控股玉野工场的业务，建立三菱重工海事系统公司，于当年10月1日正式运营。[2]

## 主要产品
- 海洋船舶相關設備
- 煉鋼煉油相關設備
- 能源儲存相關設備
- 鐵路鐵道相關設備
- 基礎建設相關設備
- 大眾交通運輸設備
- 航空太空工程設備
- 自動化軟硬體設備
- 稀土金屬提煉設備

## 航空太空

### 第二次世界大战前

#### 日本帝國陸軍
- 九二式重轰炸机（九二式重爆撃機）
- 九二式偵察機
- 九三式重轰炸机（九三式重爆撃機）
- 九七式重轰炸机（九七式重爆撃機）
- 九七式輕轟炸機（九七式軽爆撃機）
- 九七式司令部偵察機
- 九九式攻擊機
- 百式司令部偵察機
- 四式重型轟炸機「飛龍」

#### 日本帝國海军
- 一〇式舰载战斗机
- 一〇式艦上魚雷攻擊機（日语：十年式艦上雷撃機）
- 一〇式舰载偵查机
- 一三式舰载攻击机
- 八九式舰载攻击机
- 九六式舰载战斗机（九六式艦上戦闘機）
- 九六式陆上攻击机
- 零式艦上戰鬥機
- 零式水上观测机
- 一式陸上攻擊機
- 局部战斗机「雷电」
- 十七試艦上戦闘機「烈風」
- 音速櫻花特別攻擊戰機 [MXY-7]
- 十九試局地戦闘機「秋水」（陸海軍共同開發）

### 第二次世界大战后

#### 航太

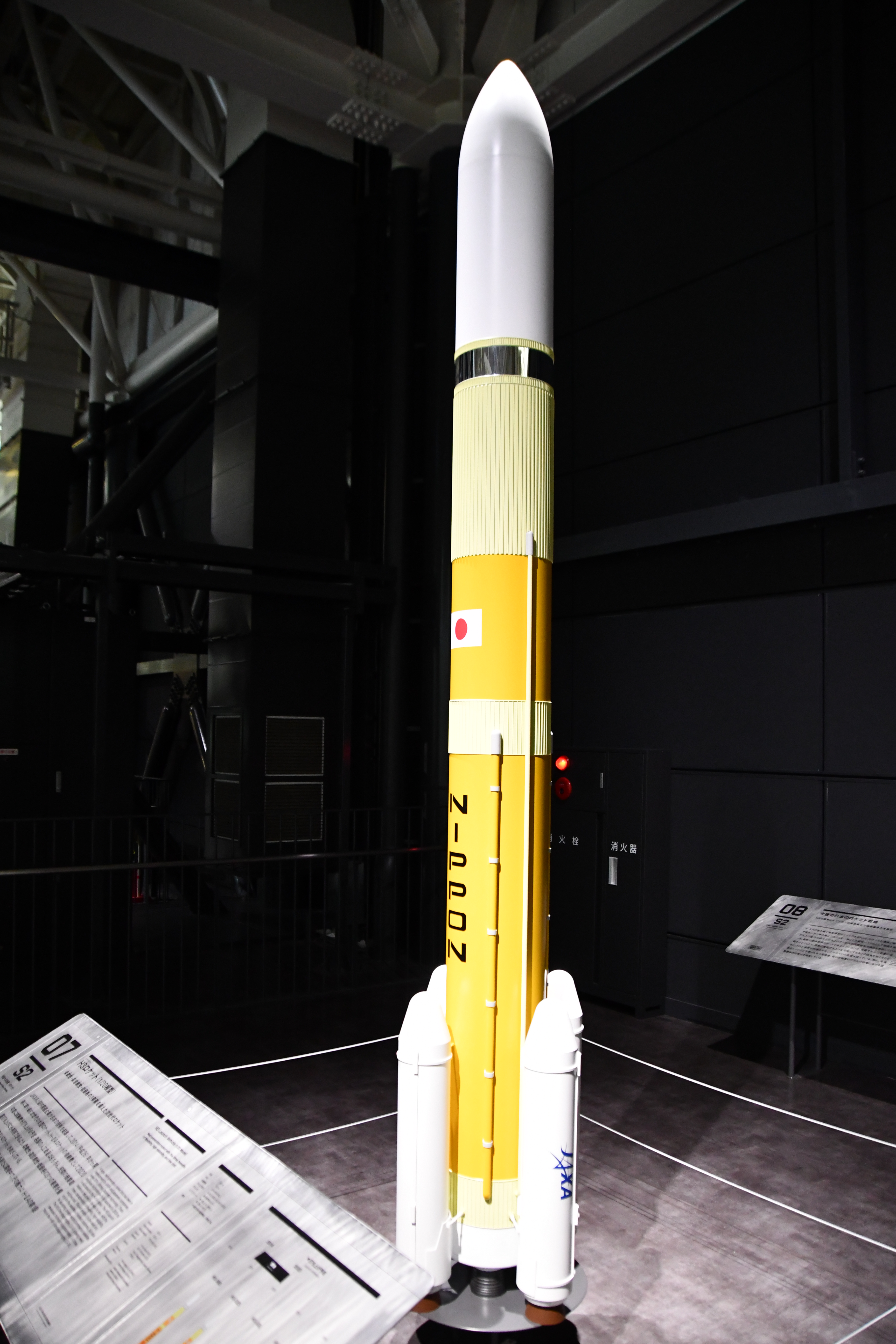
H3運載火箭

- N-I运载火箭
- N-II運載火箭
- H-I運載火箭
- H-II火箭
- H-IIA火箭
- H-IIB運載火箭
- H3運載火箭

#### 自衛隊
- T-2高级教练机
- F-1戰鬥機

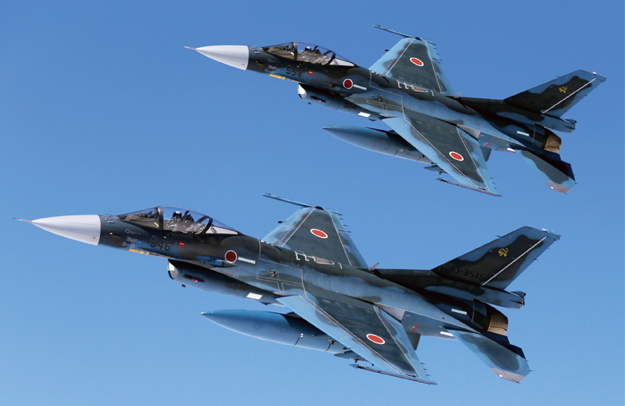
F-2戰鬥機

- F-2A/B战斗机（与洛克希德·马丁公司共同研發）
- 全球作戰空中計劃（与貝宜系統、李奧納多 (公司)共同研發）
- OH-1（侦察直升机，与川崎重工共同生產製造）
- 特许生产
  - F-86战斗机
  - F-104戰鬥機
  - F-4幽靈II战斗机
  - F-15鹰式战斗机（F-15J戰鬥機）
  - F-35閃電II戰鬥機
  - UH-60黑鷹直升機（三菱H-60（英语：Mitsubishi H-60））
- 驗證機
  - ATD-X

#### 民用

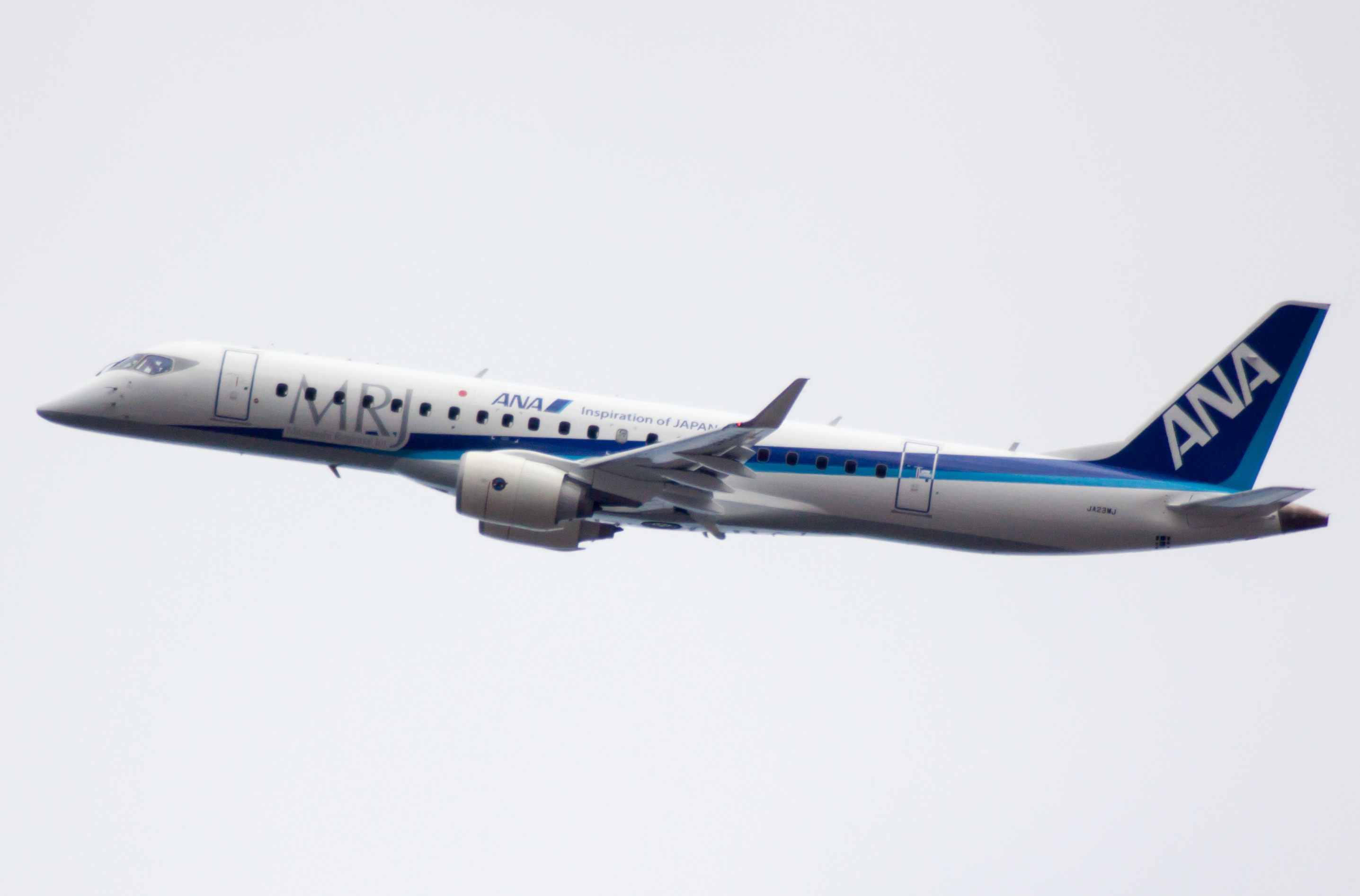
全日空涂装的MRJ

- 三菱SpaceJet
- YS-11
- MU-2
- MU-300 （页面存档备份，存于）
- MH2000 （页面存档备份，存于）
- 波音产品（共同开发、分工生产）
  - 波音737（内侧高扬力装置的生产）
  - 波音747（内侧高扬力装置的生产）
  - 波音767（与YS-11共同开发）
  - 波音777（与YS-11共同开发）
  - 波音787（共同开发机翼、机身）
- 空中客车产品（分工生产）
  - 空中客车A319
  - 空中客车A320
  - 空中客车A321
  - 空中客车A330
  - 空中客车A340
  - 空中客车A380
- 庞巴迪宇航产品
  - CRJ（部件生產、維護保養）
    - CRJ-700系列
    - CRJ100/200
    - 挑戰者850

  - 龐巴迪環球快車（部件生產）
  - 龐巴迪挑戰者300（部件生產）

## 船舶及海上工程
- 軍用
  - 金剛型戰艦：霧島號戰艦
  - 伊勢級戰艦：日向號戰艦
  - 大和型戰艦：武藏號戰艦

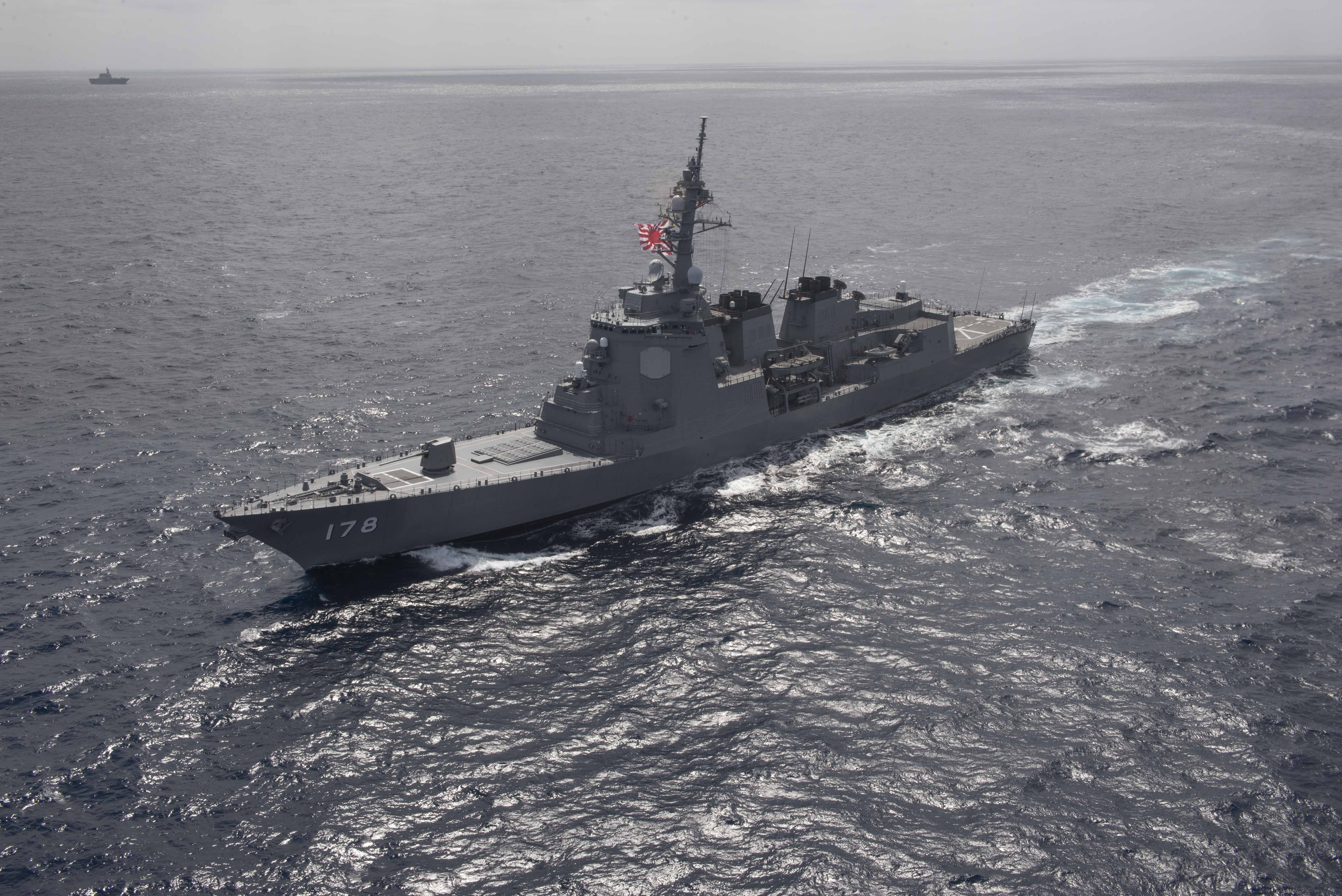
愛宕型神盾艦

  - 雲龍級航空母艦：天城號航空母艦 (雲龍型)
  - 飛鷹級航空母艦：隼鷹號航空母艦（原：橿原丸）
  - 大鷹級航空母艦：大鷹號航空母艦（原：春日丸）、雲鷹號航空母艦（原：八幡丸）、沖鷹號航空母艦（原：新田丸）
  - 鳥海號重巡洋艦
  - 榛名型護衛艦
  - 太刀風型護衛艦
  - 旗風型護衛艦
  - 愛宕級護衛艦
  - 汐潮級潛艇的SS-573、SS-575、SS-577、SS-579、SS-581號艇
  - 春潮級潛艇的SS-583、TSS-3606 (原SS-585) 、SS-587、TSS-3601 (原SS-589) 號艇
  - 親潮級潛艇的SS-591、SS-593、SS-595、SS-597、SS-599號艇
  - 蒼龍級潛艇的SS-501、SS-503、SS-505號艇
  - 由臺灣訂購承製巡邏艇PT-1（編號511「復仇」號魚雷快艇，下關造船所建造）
  - 由臺灣訂購承製巡邏艇PT-2（編號512「雪恥」號魚雷快艇，下關造船所建造）
  - 最上級護衛艦[3]
  - 新型FFM[3]

- 民用
  - Super Shuttle 400型水翼輔助雙體船
  - 埕北油田B平台組件

## 裝甲戰鬥車輛

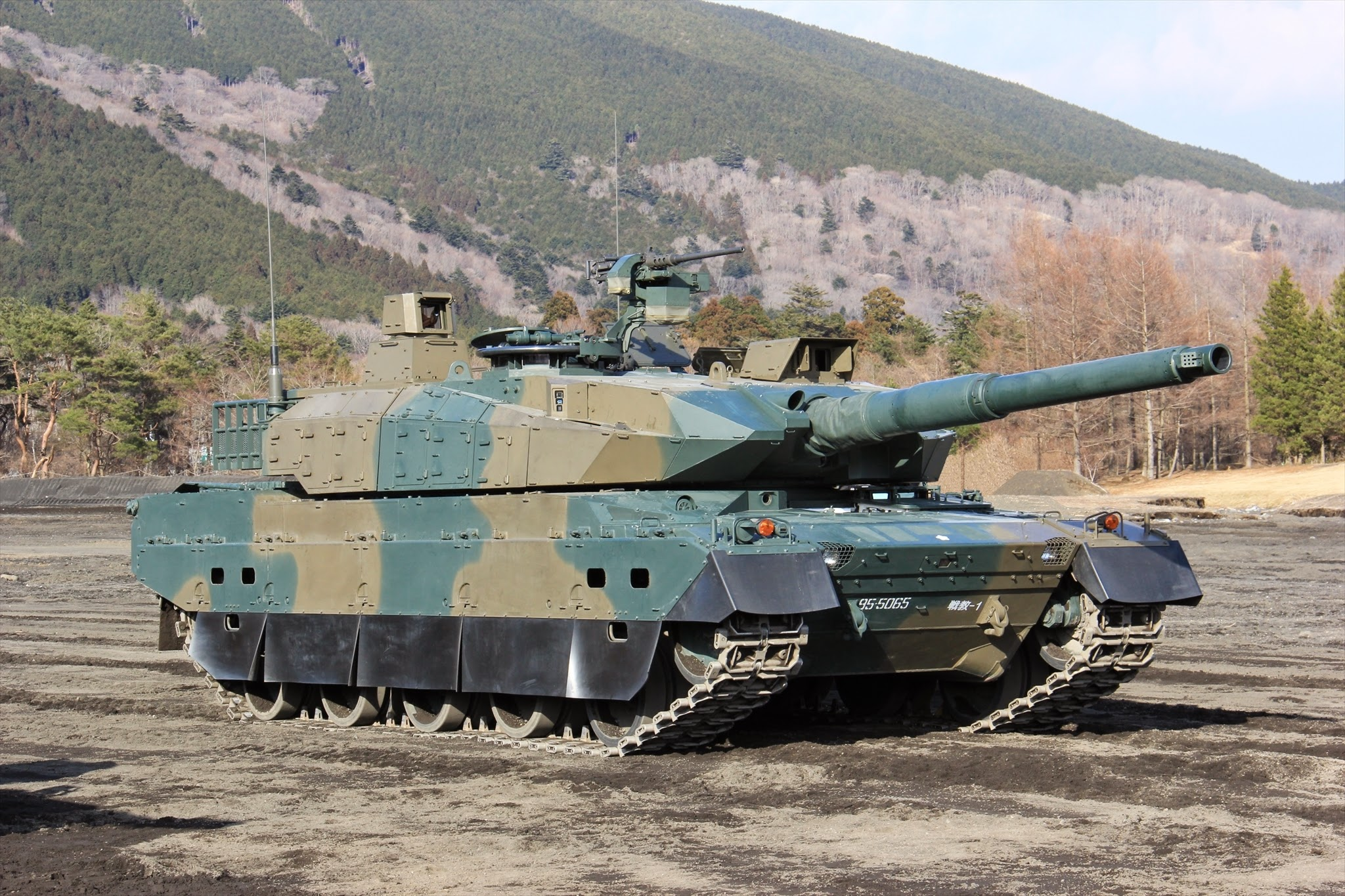
10式戰車

- 60式裝甲運兵車
- 73式裝甲運兵車
- 89式裝甲戰鬥車
- 61式戰車
- 74式戰車
- 90式戰車（與日本製鋼所共同生產）
- 10式戰車
- 75式155毫米自走榴彈炮
- 99式155公釐自走榴彈砲
- 90式戰車回收車
- 91式裝甲架橋車（日语：91式戦車橋）
- 輪型重車輛回收車（日语：重装輪回収車）
- 78式戰車回收車
- 70式戰車回收車
- 三菱兩棲突擊車[4]

## 交通系統
製造鐵路車輛、ETC等的交通系統。

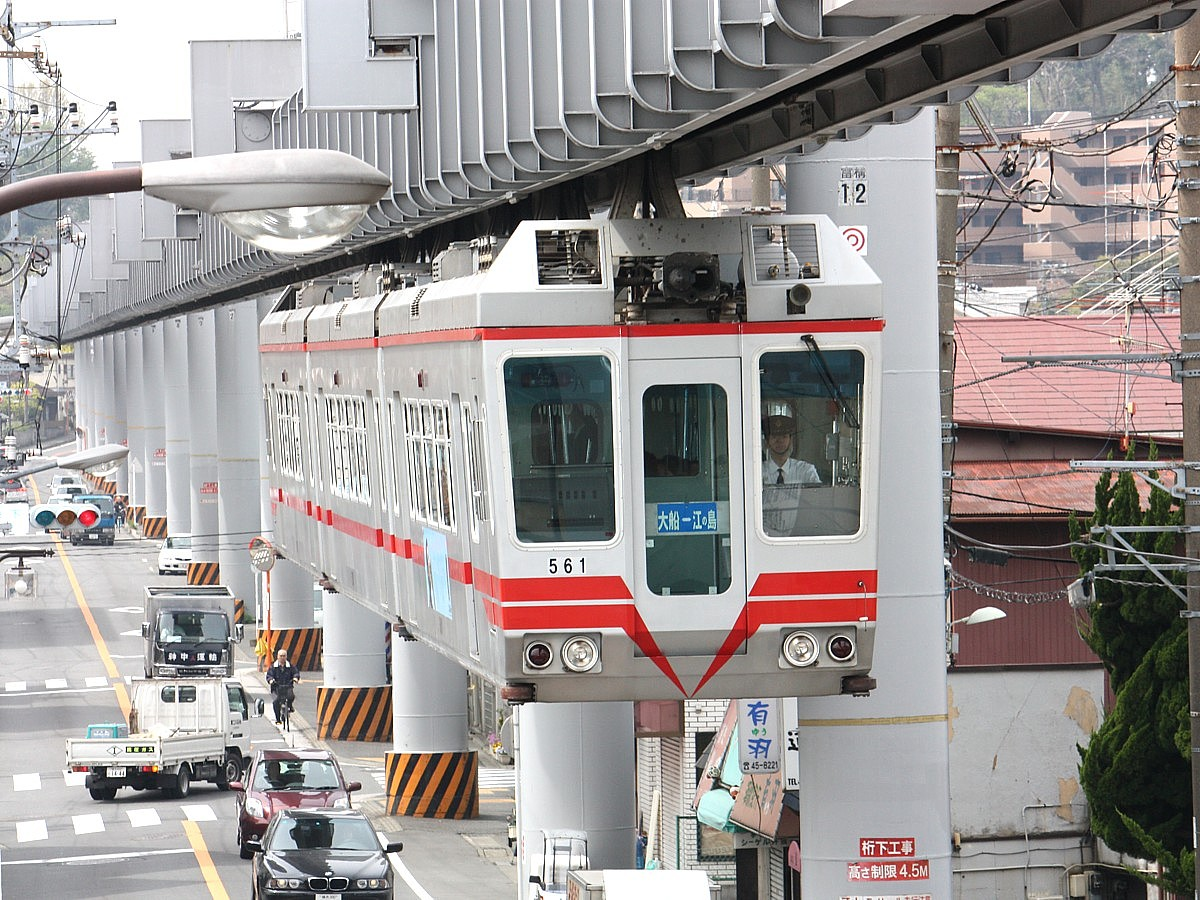
湘南單軌電車

- 無人駕駛方式膠輪路軌系統、機場自動電車旅客輸送系統
  - 東京臨海新交通臨海線
  - 廣島高速交通廣島新交通1號線
  - 神戶新交通港灣人工島線
  - 香港國際機場旅客捷運系統
- 輕軌運輸
  - 澳門輕軌系統
  - 馬尼拉捷運系統3號線
  - 超低床電車
- 單軌鐵路
  - 千葉都市單軌電車
  - 湘南單軌電車

其他许多電力動車組、電力機車。